# Prezzo ombra
L'espressione prezzo ombra si riferisce solitamente al prezzo di un bene o di un servizio calcolato da un modello matematico di tipo economico (programmazione matematica). Il prezzo ombra detto anche prezzo contabile indicherebbe il valore delle merci che deriva dalla loro scarsità, ossia dalla limitata disponibilità dei quantitativi dei beni rispetto ai bisogni. Un bene diviene scarso allorquando è disponibile in quantità inferiore alla quantità che sarebbe domandata se il suo prezzo fosse nullo, ossia se fosse un bene libero. In senso tecnico il prezzo ombra (shadow price) è il termine con cui vengono appellati i moltiplicatori di Lagrange in ambito economico.
Nei problemi di ottimizzazione economica la nozione di scarsità si riflette nelle equazioni vincolari delle risorse produttive o di un paniere di beni laddove una funzione dei ricavi, dei costi oppure una funzione di utilità costituisce la funzione da ottimizzare.
Oggi, l'espressione prezzo ombra trova un utilizzo più ampio di quello attribuito originariamente dalla programmazione matematica. Nelle valutazioni economiche, il prezzo ombra di un bene, sia questo un input o un output, costituisce il suo valore economico ogniqualvolta il mercato non sia in grado di incorporare nel prezzo il vero costo opportunità del bene stesso cui è collegato.
Nei mercati perfettamente competitivi ed efficienti o in condizioni di pianificazione ottimale i prezzi di mercato ed i prezzi ombra coincidono, tuttavia nella realtà si osserva che i mercati possono essere distorti da tasse, dazi, sussidi, tassi di cambio rigidi, quote di produzione o di consumo, tariffe regolamentate, fissazione di prezzi in regime di oligopolio o di monopolio ed informazioni imperfette.
Questi elementi fanno sì che esista una differenza tra il prezzo di mercato ed il prezzo ombra.
I motivi principali causa della distorsione sono: l'assenza di concorrenza perfetta a seguito della presenza di monopoli o oligopoli e di un'informazione imperfetta tra gli agenti economici; l'intervento dello Stato o altri fattori esterni alla sfera economica che perturbano il processo economico (tasse, regolamenti, quote e tutti i tipi di misure di politica economica).
Le economie della vita reale cessano di corrispondere al modello di economia sviluppato nella teoria neoclassica ed i prezzi non svolgono più il loro ruolo di informazione e di regolazione del mercato. Gli agenti non si comportano più in modo da massimizzare il reddito nazionale, i volumi prodotti e consumati si allontanano dal loro punto di equilibrio, l'allocazione delle risorse non risulta più efficiente, i flussi e il reddito non sono più ottimali.
L'obiettivo dell'utilizzo dei prezzi ombra è correggere le distorsioni tra i prezzi di mercato ed il vero valore economico.
Gli operatori economici interessati a valutare e a decidere l’impiego ottimale dei fattori possono trovarsi davanti a prezzi monetari rilevati sul mercato che mal si prestano ad essere utilizzati come strumento decisionale. Poiché un buon processo decisionale richiede di misurare il valore di beni/servizi in unità commensurabili, ogniqualvolta il prezzo di mercato risulta inadeguato o assente, si ricorre al concetto di prezzo ombra con l’obiettivo di effettuare le valutazioni di convenienza economica tra diverse decisioni di investimento.

## Esempi
- Il prezzo ombra nell'allocazione efficiente di risorse scarse - Nei problemi di allocazione si ipotizza che i prezzi ombra (costo marginale delle risorse) siano efficienti e che costituiscano il massimo prezzo attribuibile alle risorse scarse tale da massimizzare la produzione e le entrate economiche complessive e da garantire un uso ottimale delle risorse stesse.

- Il prezzo ombra nell'analisi di costi e di benefici sociali - In riferimento all'economia del benessere, il prezzo ombra può assumere anche un valore sociale: il valore marginale sociale di una variazione di output o di input. Il prezzo ombra rappresenta il costo opportunità per l'intera società di produrre o di consumare di più o di meno qualsiasi bene.

L'analisi costi-benefici consiste essenzialmente nell'identificazione e nella valutazione quanto più precisa possibile di tutti i costi e di tutti benefici di uno o più decisioni alternative. I costi ed i benefici possono essere immediati, differiti, diretti, indiretti, tangibili o intangibili. La valutazione è dunque ampliata in modo da comprendere gli effetti esterni (positivi o negativi) o sociali di un determinato investimento: gli effetti esterni sono definiti tali se ricadono su soggetti diversi da quelli che decidono ed attuano l’investimento.
Un esempio di effetto esterno o esternalità negativo è rappresentato dall’inquinamento atmosferico che ha un impatto su tutta la comunità nel lungo termine. Nel decidere se realizzare o meno un impianto aggiuntivo a carbone, è necessario misurare il costo dell'inquinamento in unità monetarie, in unità cioè paragonabili al valore di mercato dell'energia. Si è soliti riferirsi al costo per unità di carbonio emessa come al prezzo ombra dell’anidride carbonica. Alle emissioni di gas ad effetto serra si assegna un prezzo teorico, il prezzo ombra, al fine di valutare i rischi, gli investimenti e le diverse strategie. Le emissioni di CO2 in aggiunta o in riduzione quantificate vengono monetizzate utilizzando il prezzo ombra del carbonio il quale è in grado determinare l'effetto esterno che le emissioni di CO2 avranno sul ritorno dei diversi investimenti.

## L'allocazione delle risorse nei mercati competitivi e non
In un mercato libero, concorrenziale il prezzo dei beni e dei servizi è regolato dalla legge della domanda e dell'offerta: se per un dato livello di prezzi la domanda di un bene eccede la disponibilità offerta dal mercato allora il suo prezzo aumenta e di conseguenza la domanda diminuisce; se l’offerta eccede la domanda allora il prezzo diminuisce e pertanto la domanda cresce. Quanto tratteggiato rappresenta il meccanismo attraverso cui si autoregolano i prezzi verso i valori per cui domanda ed offerta si bilanciano esattamente ed i prezzi si dice essere in equilibrio economico. I prezzi risultano dunque essere indipendenti dalle decisioni dei produttori e dalle decisioni dei consumatori: le scelte dei produttori e dei consumatori si concentrano sulle quantità da produrre o da acquistare. Le imprese che operano nei mercati competitivi hanno come fine ultimo l’utilizzo (allocazione) razionale delle risorse in modo da massimizzare i propri ricavi. I ricavi vengono conseguiti assolvendo a determinati livelli di consumo: il soddisfacimento della domanda per beni e servizi viene inteso come un elemento positivo di soddisfazione dei bisogni umani per la società. Il meccanismo regolatore del libero mercato trova espressione nella legge della domanda e dell'offerta: i prezzi costituiscono l’indicatore sintetico appropriato per guidare le imprese nella massimizzazione dei ricavi. La funzione dei prezzi consiste nel fornire una misura della scarsità relativa delle merci, in altri termini i prezzi rivestono il ruolo di indicatori della scarsità tra i vari settori economici ed assolvono ad una funzione allocativa sia rispetto alle risorse necessarie che rispetto ai beni/servizi richiesti.
Dove hanno origine il prezzo dei beni e dei servizi?
Il prezzo verrebbe determinato dall’intersezione tra la curva di offerta con quella di domanda e rappresenterebbe dunque un indicatore del valore economico del bene/servizio, il così detto prezzo di mercato. Il problema dell’utilizzo razionale delle risorse può essere formulato in termini di programmazione matematica: numerosi modelli di programmazione lineare evidenziano come i prezzi di mercato possano essere utilizzati per allocare razionalmente le risorse disponibili. 
Ogni qualvolta i prezzi non rappresentano la risultante del funzionamento dei mercati competitivi si è in presenza di un sistema economico in cui non vige un’economia di mercato. Ad esempio, in un'economia pianificata centralizzata i prezzi verrebbero fissati dai pianificatori centrali. Ludwig von Mises riteneva essenziali i prezzi di mercato dei fattori di produzione per un uso razionale delle risorse: nell’articolo Il calcolo economico nello stato socialista del 1920 L. von Mises concludeva che sarebbe risultato impossibile gestire razionalmente un’economia pianificata (socialista) una volta eliminati i prezzi dei fattori a seguito della collettivizzazione dei fattori produttivi stessi. La possibilità teorica di determinare i prezzi al di fuori del meccanismo competitivo del libero mercato costituiva il dibattito degli anni '20 -'30 tra gli economisti: Enrico Barone, Friedrich von Hayek, Oskar Lange per citarne alcuni. A partire dagli anni '40 il problema dell’utilizzo razionale delle risorse venne formulato in termini di programmazione lineare in primis da Leonid V. Kantorovich e Tjalling C. Koopmans poi (entrambi insigniti del premio Nobel per l’economia nel 1975). Dal momento che i valori ottimali del problema duale di produzione possono essere interpretati come prezzi contabili delle risorse limitate del problema primale di produzione, i prezzi ombra vengono oggi considerati dagli economisti come sostituti dei prezzi di mercato e dunque come indicatori adatti a guidare l’autorità centrale nell’allocazione razionale delle risorse, ossia nella pianificazione economica.